# Pyrenopsis phylliscella
Pyrenopsis phylliscella är en lavart som beskrevs av Nyl. Pyrenopsis phylliscella ingår i släktet Pyrenopsis och familjen Lichinaceae.   Inga underarter finns listade i Catalogue of Life.